# Condado de Adair (Oklahoma)
El condado de Adair (en inglés: Adair County), fundado en 1907 y con nombre en honor a la familia Adair de los cherokees, es un condado del estado estadounidense de Oklahoma. En el año 2000 tenía una población de 21.038 habitantes con una densidad de población de 14 personas por km². La sede del condado es Stilwell.

## Geografía
Según la oficina del censo el condado tiene una superficie total de 1494 km² (576,8 mi²), de los que 1492 km² (576,1 mi²) son tierra y 3 km² (1,2 mi²) (0,04%) son agua.

### Condados adyacentes
- Condado de Delaware - norte
- Condado de Benton - noreste
- Condado de Washington - este
- Condado de Crawford - sureste
- Condado de Sequoyah - sur
- Condado de Cherokee - oeste

### Principales carreteras y autopistas
- U.S. Autopista 59
- U.S. Autopista 62
- Autopista estatal 51

### Espacios protegidos
En este condado se encuentra el refugio para la vida salvaje de Ozark Plateau que se creó con el fin de proteger a diversas especies de murciélagos amenazadas de extinción.

## Demografía
Según el censo del 2000 la renta per cápita media de los habitantes del condado era de 24.881 dólares y el ingreso medio de una familia era de 29.525 dólares. En el año 2000 los hombres tenían unos ingresos anuales 23.741 dólares frente a los 19.720 dólares que percibían las mujeres. El ingreso por habitante era de 11.185 dólares y alrededor de un 23,20% de la población estaba bajo el umbral de pobreza nacional.

## Ciudades y pueblos
| - Ballard - Baron - Bell - Bunch - Cherry Tree - Chewey - Christie | - Fairfield - Elohim City - Greasy - Lyons Switch - Maryetta - Peavine - Rocky Mountain | - Salem - Stilwell - Watts - Watts Community - West Peavine - Westville - Zion |